# NGC 7308
NGC 7308 este o galaxie situată în constelația Vărsătorul. A fost descoperită în 1886 de către Francis Leavenworth. Se află la o distanță de 105,89 megaparseci de Pământ.